# Romano el Méloda
Romano Mélodos, o San Romano el Melodioso, o Romano el Méloda, o Romano el Himnógrafo, fue un diácono que se convirtió en uno de los más grandes himnógrafos griegos, llamado «el Píndaro de la poesía rítmica». Vivió entre los siglos V y VI, que son considerados la edad de oro de la himnografía bizantina.

## Vida
La principal fuente para conocer información sobre la vida de Romano es el Menaion de octubre. Además de dicho santoral, solo es mencionado en otras dos fuentes antiguas; una es el poeta del siglo VIII San Germán y la otra es en la Suda, donde es llamado "Romano el melodista". A través de estas escasas fuentes sabemos que nació en una familia judía en Emesa (hoy Homs) o en Damasco, ambas en Siria. Fue bautizado siendo un niño (aunque no se sabe si sus padres también se convirtieron) y posteriormente se mudó a Berytus (hoy Beirut), donde fue ordenado diácono en la iglesia de la Resurrección.
Posteriormente se mudó a Constantinopla durante el reinado del emperador Anastasio (con respecto a si fue Anastasio I (Bizancio) (491-518) o Anastasio II (emperador) (713-716), el reconocido estudioso de Bizancio, Karl Krumbacher, favorece al primero.) En Constantinopla sirvió como sacristán en la "Gran Iglesia" (Santa Sofía), residiendo hasta el final de sus días en el Monasterio de Kyros, donde fue enterrado con su discípulo San Ananías.
Si quienes creen que vivió durante el reinado del primer Anastasio tienen razón, entonces pudo haber continuado escribiendo durante el reinado del emperador Justiniano (527-565), quien a su vez fue un escritor de himnos; esto querría decir que fue contemporáno de otros famosos himnógrafos bizantinos Anastasio y Ciriaco.

## Leyenda
Al principio Romano no era considerado ni un lector, ni un cantor talentoso. Sin embargo, el Patriarca de Constantinopla le amaba por su gran humildad.
En una ocasión, alrededor del año 518, mientras servía en la iglesia de la Panagia en Blachernae, durante la Vigilia de Navidad, fue asignado para leer los versos katisma del Salterio. Leyó tan mal que otro lector hubo de tomar su lugar. Algunos miembros menores del clero ridiculizaron a Romano por esto y, habiendo sido humillado, se sentó en uno de los asientos del coro. Desanimado y profundamente apenado, pronto se quedó dormido. Mientras dormía, la Theotókos (Madre de Dios) se le presentó y tendiéndole un libro le ordenó: "¡Trágatelo!" y en cuanto lo hizo, despertó. Inmediatamente recibió la bendición del Patriarca, se subió al ambón y cantó extemporáneamente su famoso Kontakio de la Natividad, "Hoy la Virgen da a luz a Aquél que está sobre todas las cosas...". El emperador, el patriarca, el clero y todos los reunidos se quedaron maravillados ante la profunda teología del himno, así como ante la clara y sonora voz de Romano para cantar.
De acuerdo con la tradición, este fue el primer kontakio jamás cantado. El término griego κοντάκιον (kontakion), se refiere al eje sobre el que se enrolla un pergamino, de ahí la importancia de la orden de la Theotókos de que se tragara un rollo de pergamino, indicando que estas composiciones eran de inspiración divina.

## Obra
Romano escribió en un koiné literario -es decir, tenía un estilo a la vez popular y elevado y la gran cantidad de semitismos apoyan la teoría de que era de origen judío. Su estilo se caracteriza por la abundancia de imaginería llamativa, agudas metáforas y símiles, comparaciones audaces, antítesis y dramatizaciones vívidas.
Se dice que compuso más de mil himnos o kontakia para celebrar varias fiestas del año litúrgico, las vidas de los santos y otros temas sagrados. Sobreviven entre 60 y 80 de sus composiciones; sin embargo, no se puede asegurar la autenticidad de todos.
Hoy en día, lo usual es que solo se cante la primera estrofa de cada kontakion durante el oficio divino. Un kontakion completo era un sermón poético compuesto de 18 a 30 versos o ikoi. Cuando eran cantados con una melodía original, se les llamaba idiomelon. Originalmente, las obras de Romano eran conocidas simplemente como "salmos", "odas" o ""poemas". No fue sino hasta el siglo IX que se comenzó a utilizar el término kontakion.
Entre sus trabajos más conocidos se encuentran las kontakia de:
- El nacimiento de Cristo
- El martirio de San Esteban
- La muerte de un monje
- El Juicio Final
- El hijo pródigo
- La resurrección de Lázaro
- El Lamento de Adán (para Domingo de Ramos)
- La traición de Judas

Su kontakion de la Natividad es considerado como su obra maestra y, hasta bien entrado el siglo XII, fue interpretado todos los años en el banquete imperial durante dicha fiesta por los coros juntos de Santa Sofía y de la Iglesia de los Santos Apóstoles en Constantinopla. La mayor parte del poema tiene la forma de un diálogo entre la Madre de Dios y los magos, cuya visita al recién nacido Niño Jesús se celebra en el Rito bizantino el 25 de diciembre, en vez del 6 de enero, como lo celebran los cristianos occidentales.
De sus otras kontakia, una de las más conocidas es el himno "Mi alma, mis almas,..." la cual es cantada como parte del servicio del "Gran Canon" de San Andrés el quinto martes de Cuaresma.
Romano es una de las muchas personas que han sido acreditadas como compositor del famoso himno Acátisto, dedicado a la Theotókos, el cual es cantado a menudo como devoción por los cristianos ortodoxos.
Karl Krumbacher publicó en Múnich varios cantos inéditos de Romano y otros himnógrafos, encontrados en manuscritos antiguos de la biblioteca de San Juan el Teólogo en Patmos; en la biblioteca de Moscú existe un manuscrito griego que contiene kontakia y oikoi para todo el año, pero no incluye todas las composiciones de Romano.
El mismo profesor Krumbacher dijo del trabajo de Romano que, "En talento poético, fuego de inspiración, profundidad de sentimiento y elevación de lenguaje, él, por mucho sobrepasa a todos los demás mélodas. La historia literaria del futuro probablemente aclamará a Romano como el más grandioso poeta eclesiástico de todas las épocas."

## Traducciones publicadas
- J. B. Pitra, Analecta Sacra, i. (1876), containing 29 poems, and Sanctus Romanus Veterum Melodorum Princeps (1888), con tres himnos adicionales del Monasterio en Patmos. Ver también Hymnographie de l'église grecque (1867) de Pitra
- Karl Krumbacher, Geschichte der byzantinischen Litteratur (Múnich, 1897)
- —Studien zu Romanos (Múnich, 1899)
- —Umarbeitungen bei Romanos (Múnich, 1899)